# カツトップエース
カツトップエース（欧字名:Katsu Top Ace、1978年4月20日 - 1991年10月16日）は日本の競走馬、日本および韓国の種牡馬である。
1981年の優駿賞最優秀4歳牡馬、同年の皐月賞と東京優駿（日本ダービー）を制した二冠馬である。

## 経歴

### デビューまで
1978年4月20日、北海道様似郡様似町の堀忠志牧場にて誕生する。四白流星で、骨量が豊富で他の同世代とは大きい体であった。本馬を購買した勝本正男は、順調に成長が進んだ「雄々しい風貌」の幼駒に対し、「この馬にはカツ（勝つ）、トップ、エースの三つの組み合わせ名がふさわしい」とし「カツトップエース」と命名された。2歳11月まで様似で過ごし、門別町の坂東牧場での育成された。2歳時、柄崎義信調教師の紹介により、美浦トレーニングセンターの菊池一雄厩舎に入厩した。

### 競走馬時代
1980年7月5日、札幌競馬場の新馬戦（ダート1000メートル）でデビュー、当初は郷原洋行の予定であったが、的場均が騎乗した。スタートから逃げたものの、ビッグディザイヤーにかわされ6馬身離された2着に敗れた。続いて2戦目は後方に3馬身差をつけて初勝利、以後は、ソエのために順調とは言えない状態で函館競馬場に臨み、2連敗とした。本州に戻ったりんどう賞では逃げ切り2勝目、的場から増沢末夫に乗り替わった朝日杯3歳ステークスは11着に敗れ、以降は笹針治療を施されて休養となった。
年明けて4歳、1981年は2月のバイオレット賞で始動し4着。続いて、皐月賞のトライアル競走であるスプリングステークスを熱発のために回避した。カツトップエースは800万円以下の条件馬であったが、阪神3歳ステークス優勝馬サニーシプレ―、きさらぎ賞優勝馬リードワンダーが骨折。シンザン記念および毎日杯優勝馬ヒロノワカコマが屈腱炎を発症するなどクラス上位馬が続々回避したため、皐月賞出走が叶った。

#### 二冠
皐月賞は、増沢が継続して騎乗予定であったが、サクラオーセイを選んだために乗り替わりとなった。厩舎業務を代行した所属調教助手である藤沢和雄は、カツトップエースの代わりの鞍上探しに苦労しており、出走10日前まで未定であった。しかし、競馬ブック所属のトラックマンである住吉彰造の取り計らいにより、それまで菊池厩舎ではコネクションがなかった美浦トレーニングセンター柴田寛厩舎所属の大崎昭一を紹介し、大崎の起用が決定した。大崎は元々サクラオーセイ騎乗が内定しており、増沢の選択により皐月賞は空いていた。大崎の妻によれば、大崎はサクラオーセイの内定取り消しに「がっかりしていました」とし、カツトップエース騎乗が決定した際には「主人は"そういえば、そんな馬、いたなあ"と。しぶしぶ引き受けたんです」と証言している。ただ、大崎は追い切り騎乗後に、藤沢や妻に対して状態を高く評価していた。
4月12日の皐月賞には17頭が揃い、単勝オッズはブービーとなる16番人気、最内枠から発走した。ハナを奪い逃げる形となり、前半の1000メートルを62秒1のスローペースを刻んだ。最終コーナーで後方が詰め寄ってきたが先頭は守り、直線で追い上げてきたロングミラーをクビ差振り切った。自身初の重賞勝利が皐月賞となり、大崎は皐月賞初優勝、菊池は厩舎開業31年目で初のクラシック制覇となった。大崎は「まさか勝てるとは...。ただ絶好の1枠だったので捨て身で逃げただけ。有力馬がけん制し合ったんで走れたんじゃないの」と振り返っている。単勝式6920円、枠番連勝複式6650円であり、ともに皐月賞史上2番目の高配当であった。続いて、東京優駿のトライアル競走であるNHK杯に、皐月賞優勝直後にもかかわらず5番人気で出走。皐月賞を出走取消したサンエイソロンに敗れて2着となった。
5月31日の東京優駿（日本ダービー）には27頭が揃い、単勝オッズは3番人気、1枠3番から発走した。生産地の様似町ではダービーを応援するために人流が途絶えていたという。逃げ馬を前に置く2番手集団につけ、最終コーナーで他の馬が外に膨れた隙を突き、最も内側から抜け出した。後方外からサンエイソロンが追い上げて、残り50メートルほどで2頭で並び、決勝線を馬体を併せて通過。写真判定を経てカツトップエースのハナ差、20センチメートル先着が認定され、カブラヤオー以来となるクラシック二冠を達成した。大崎は1969年のダイシンボルガード以来2度目のダービー制覇となった。

#### 故障、引退
その後は休養のため北海道に戻り、7月には札幌競馬場で一般ファンへのお披露目が行われた。8月に帰厩後は、史上3頭目の三冠達成を目指して調整が行われていたが、秋を前に屈腱炎を発症。当初は軽症と見られていたが、秋を迎えて悪化し、菊花賞の断念を余儀なくされた。その後再起を図って、温泉治療などを施されたが患部は快復せず、1982年8月に競走生活から退いた。

### 引退後
引退後は総額1億5000万円のシンジケートが組まれ、西幌別の東部種馬センターで種牡馬となったが、年々種付け数は減少し、ほどなくシンジケートは解散。これで事実上種牡馬引退となり、1990年8月から日本中央競馬会 （JRA） が功労馬として買い上げた。再起を見越して去勢は行われず、その後ラッキールーラ、プレストウコウ、ヤマノスキーとともに種牡馬として韓国に寄贈され、韓国馬事会直轄の高陽市元堂牧場で繋養された。翌年春に済州島で種付けを行ったが、秋になって発症した股関節炎が悪化、最終的に立ち上がることができなくなり、10月16日に衰弱死した。韓国では5頭の産駒を残し、勝利馬は1頭であった。

## 競走成績
以下の内容は、netkeiba.comおよびJBISサーチの情報に基づく。
| 競走日     | 競馬場 | 競走名         | 距離 （馬場） | 頭 数 | 枠 番 | 馬 番 | オッズ （人気） | 着順 | タイム | 騎手      | 斤量 [kg] | 1着馬（2着馬）         |
| ---------- | ------ | -------------- | ------------- | ----- | ----- | ----- | --------------- | ---- | ------ | --------- | --------- | ---------------------- |
| 1980.07.05 | 札幌   | 3歳新馬        | ダ1000m（稍） | 9     | 2     | 2     | 016.30（3人）   | 02着 | 1:01.5 | 0的場均   | 52        | ビッグディザイアー     |
| 0000.07.20 | 札幌   | 3歳新馬        | ダ1000m（稍） | 13    | 8     | 13    | 002.90（1人）   | 01着 | 1:01.8 | 0的場均   | 52        | （インターキャピタル） |
| 0000.08.17 | 函館   | クローバー賞   | 芝1200m（不） | 13    | 4     | 5     | 026.30（5人）   | 06着 | 1:14.4 | 0的場均   | 52        | マーブルトウショウ     |
| 0000.09.13 | 函館   | コスモス賞     | 芝1200m（重） | 12    | 8     | 11    | 012.60（3人）   | 03着 | 1:13.9 | 0的場均   | 52        | ヘーゼルブロンド       |
| 0000.10.05 | 東京   | りんどう賞     | 芝1400m（良） | 13    | 5     | 7     | 008.60（3人）   | 01着 | 1:24.2 | 0的場均   | 53        | （セントラルターフ）   |
| 0000.11.01 | 東京   | 3歳オープン    | 芝1400m（良） | 5     | 4     | 4     | 003.60（2人）   | 04着 | 1:25.0 | 0的場均   | 55        | キンセイパワー         |
| 0000.12.07 | 中山   | 朝日杯3歳S     | 芝1600m（良） | 14    | 8     | 13    | 075.7（13人）   | 10着 | 1:37.4 | 0増沢末夫 | 54        | テンモン               |
| 1981.02.28 | 中山   | バイオレット賞 | 芝1800m（良） | 14    | 7     | 12    | 033.50（9人）   | 04着 | 1:50.9 | 0増沢末夫 | 55        | タクラマカン           |
| 0000.04.12 | 中山   | 皐月賞         | 芝2000m（良） | 18    | 1     | 1     | 093.6（16人）   | 01着 | 2:04.9 | 0大崎昭一 | 57        | （ロングミラー）       |
| 0000.05.10 | 東京   | NHK杯          | 芝2000m（良） | 15    | 3     | 5     | 010.90（5人）   | 02着 | 2:03.6 | 0大崎昭一 | 56        | サンエイソロン         |
| 0000.05.31 | 東京   | 東京優駿       | 芝2400m（良） | 28    | 1     | 3     | 009.00（3人）   | 01着 | 2:28.5 | 0大崎昭一 | 57        | （サンエイソロン）     |

## 血統表
| カツトップエースの血統レッドゴッド系 / Blenheim5×4 Hyperion4×4（母内） Pharos（Fairway）5.5×4 | カツトップエースの血統レッドゴッド系 / Blenheim5×4 Hyperion4×4（母内） Pharos（Fairway）5.5×4 | カツトップエースの血統レッドゴッド系 / Blenheim5×4 Hyperion4×4（母内） Pharos（Fairway）5.5×4 | （血統表の出典）            | （血統表の出典） |
| 父 *イエローゴッド Yellow God 1967 栗毛 アイルランド                                          | 父の父Red God 1954 栗毛 アメリカ                                                              | Nasrullah                                                                                     | Nearco                      | Nearco           |
| 父 *イエローゴッド Yellow God 1967 栗毛 アイルランド                                          | 父の父Red God 1954 栗毛 アメリカ                                                              | Nasrullah                                                                                     | Mumtaz Begum                |                  |
| 父 *イエローゴッド Yellow God 1967 栗毛 アイルランド                                          | 父の父Red God 1954 栗毛 アメリカ                                                              | Spring Run                                                                                    | Menow                       | Menow            |
| 父 *イエローゴッド Yellow God 1967 栗毛 アイルランド                                          | 父の父Red God 1954 栗毛 アメリカ                                                              | Spring Run                                                                                    | Boola Brook                 |                  |
| 父 *イエローゴッド Yellow God 1967 栗毛 アイルランド                                          | 父の母Sally Deans 1947 栗毛 イギリス                                                          | Fun Fair                                                                                      | Fair Trial                  | Fair Trial       |
| 父 *イエローゴッド Yellow God 1967 栗毛 アイルランド                                          | 父の母Sally Deans 1947 栗毛 イギリス                                                          | Fun Fair                                                                                      | Humoresque                  |                  |
| 父 *イエローゴッド Yellow God 1967 栗毛 アイルランド                                          | 父の母Sally Deans 1947 栗毛 イギリス                                                          | Cora Deans                                                                                    | Coronach                    | Coronach         |
| 父 *イエローゴッド Yellow God 1967 栗毛 アイルランド                                          | 父の母Sally Deans 1947 栗毛 イギリス                                                          | Cora Deans                                                                                    | Jennie Deans                |                  |
| 母 *アコニット Aconite 1962 鹿毛 イギリス                                                     | 母の父Acropolis 1952 黒鹿毛 イギリス                                                          | Donatello                                                                                     | Blenheim                    | Blenheim         |
| 母 *アコニット Aconite 1962 鹿毛 イギリス                                                     | 母の父Acropolis 1952 黒鹿毛 イギリス                                                          | Donatello                                                                                     | Delleana                    |                  |
| 母 *アコニット Aconite 1962 鹿毛 イギリス                                                     | 母の父Acropolis 1952 黒鹿毛 イギリス                                                          | Aurora                                                                                        | Hyperion                    | Hyperion         |
| 母 *アコニット Aconite 1962 鹿毛 イギリス                                                     | 母の父Acropolis 1952 黒鹿毛 イギリス                                                          | Aurora                                                                                        | Rose Red                    |                  |
| 母 *アコニット Aconite 1962 鹿毛 イギリス                                                     | 母の母Meadowsweet 1948 黒鹿毛 イギリス                                                        | Rockefella                                                                                    | Hyperion                    | Hyperion         |
| 母 *アコニット Aconite 1962 鹿毛 イギリス                                                     | 母の母Meadowsweet 1948 黒鹿毛 イギリス                                                        | Rockefella                                                                                    | Rockfel                     |                  |
| 母 *アコニット Aconite 1962 鹿毛 イギリス                                                     | 母の母Meadowsweet 1948 黒鹿毛 イギリス                                                        | Queen of the Meadows                                                                          | Fairway                     | Fairway          |
| 母 *アコニット Aconite 1962 鹿毛 イギリス                                                     | 母の母Meadowsweet 1948 黒鹿毛 イギリス                                                        | Queen of the Meadows                                                                          | Queen of the Blues F-No.7-d |                  |

父イエローゴッドは1970年代後半から1980年代前半にかけて数々の活躍馬を輩出。本馬と同期の桜花賞優勝馬ブロケードも同父である。母はイギリスで2勝。大伯父にキングズスタンドステークスの優勝馬ヴィルモリン、同じイエローゴッド産駒の姪に中山牝馬ステークス優勝馬カツダイナミックがいる。またアコニットの牝系からは菊花賞馬のスリーロールスが出ている。